# 阿科迪亚
阿科迪亚（Akodia），是印度中央邦Shajapur县的一个城镇。总人口10408（2001年）。

## 人口
该地2001年总人口10408人，其中男性5419人，女性4989人；0—6岁人口1769人，其中男907人，女862人；识字率60.49%，其中男性为70.81%，女性为49.29%。